# Sint-Jan Berchmanscollege (Genk)
Het Sint-Jan Berchmanscollege is een katholieke middelbare school gelegen aan de Collegelaan in de Belgische stad Genk. De school is genoemd naar de Vlaamse heilige Jan Berchmans en maakt deel uit van de Scholengemeenschap KASOG vzw.

## Geschiedenis
Na een schuchter begin in de afgedankte stoommelkerij “Sint-Isidorus” in de Winterslagstraat (1919) en een tijdelijke verhuis naar het oude gemeentehuis van Genk (1920-1925) sloeg het “Sint-Berchmansgesticht” zijn tenten op “op de Bret”. Het provinciebestuur plande er aanvankelijk een technische school om personeel voor de naburige steenkolenmijnen op te leiden, maar dankzij de inzet van E.H. Jan Beets, de eerste directeur, werd besloten er een scholencomplex neer te poten, dat zou bestaan uit een technische school, een college en een (nooit verwezenlijkte) mijnbouwschool. De bouwjaren van SJB werden gepatroneerd door E.H. Beets, maar toen hij in 1927 fier de schoolkapel kon inzegenen, kreeg hij van het bisdom Luik de opdracht pastoor te worden in Tessenderlo. In Genk werd hij opgevolgd door E.H. Henri-Lambert Ruppol.
Toch vlotte het niet met het aantal leerlingen. Het aantal inschrijvingen stremde en in 1929 moest de Moderne afdeling van het college reeds worden opgeheven bij gebrek aan succes. Dat dwong de provinciale en bisschoppelijke overheid over te gaan tot een fusie van het Sint-Berchmansgesticht en de Limburgse Handelsschool van Bilzen. Bilzen kwam in 1930 naar Genk en bracht tegelijkertijd de derde algemene schooldirecteur mee: E.H. Paul Drieskens. Datzelfde jaar startte SJB ook met een internaat en werd het “Sint-Berchmansgesticht” het “Sint-Jan Berchmansinstituut”.
In 1938 volgde E.H. Hubert Driessen directeur Drieskens op en begon aan een 34-jarig directoraat waarin hij van SJB een begrip maakte tot ver buiten de provinciale grenzen. De school werd vergroot, het aantal studierichtingen uitgebreid, het lager onderwijs verwelkomd. Zelfs de Tweede Wereldoorlog kon de talloze plannen en initiatieven nooit remmen. Directeur Driessen was bovendien een visionair. Hij zorgde voor duidelijkheid door in 1954 de technische afdeling van SJB te laten verhuizen naar het huidige Sint-Lodewijkinstituut (vanaf toen mochten de Genkenaren het SJB-instituut terecht het “Sint-Jan Berchmanscollege”  noemen). Tevens besefte hij het belang van onderwijs voor meisjes, waardoor hij in 1955 aan de wieg stond van het O.L.V.-Lyceum, dat zijn eerste stapjes deed in klaslokalen van SJB alvorens een nieuwbouw te betrekken. En ook de oprichting van het Hoger Handels- en Taleninstituut, jarenlang “de buurschool”, was zijn geesteskind (1962).
Anno 1972 nam E.H. Driessen afscheid en werd E.H. Hubert Van Immissen het vijfde SJB-hoofd. Tijdens zijn directoraat breidde hij opnieuw het aantal studierichtingen uit en versmolt het Sint-Jan Berchmanscollege met de Limburgse Handelsschool (1985), terwijl het lager onderwijs vanaf 1988 een zelfstandige koers ging varen. Vlak voor zijn pensionering schonk E.H. Van Immissen het SJB-college een derde (broodnodige) turnzaal.
September 1989 kwam oud-leraar Jan Vanduffel aan het roer te staan. Hij werd onmiddellijk geconfronteerd met de landelijke invoering van het zogenaamde “eenheidstype”, dat het vernieuwd secundair onderwijs en het traditionele lessysteem (dat laatste was steeds door SJB gehanteerd) naar de prullenmand verwees. Ook een algehele restauratie van de schoolgebouwen drong zich rond die tijd op, want een periode van 70 jaar gaat zelfs een verzameling stenen niet in de koude kleren zitten. Na de viering van driekwarteeuw onderwijs op de Bret (in 1994 werd SJB 75 jaar oud) was er geen tijd om op de lauweren te rusten. Maart 1995, bijvoorbeeld, startte de geleidelijke automatisering van het secretariaat. Juni 1998 werd SJB de trotse bezitter van de topsportschool-voetbal. En opnieuw werd vanaf 1999 naarstig naar subsidies gezocht om de aanpassing van de schoolgebouwen aan de moderne tijd te financieren.
Die taken mocht Flor Lux, oud-leraar en onderdirecteur, vanaf december 2000 voortzetten. Hij werd de zevende directeur van SJB en onderscheidde zich eerst door een grondige restauratie van de schoolaccommodatie (een meerjarenplan) in goede banen te leiden en op communicatieve wijze alle belangengroepen van de school in het beleid te betrekken. Nadien volgde de verdere inbedding van SJB in het grotere geheel van de scholengemeenschap Sint-Maarten, waarin ook de omliggende Genkse onderwijsinstellingen huizen. Regelmatige contacten tussen de personeelsleden van de verschillende scholen zijn daarvan de zichtbare resultaten.
Ook werd een samenwerkingsakkoord gesloten met voetbalclub Racing Genk. SJB leidt sinds enkele jaren toekomstige voetballertjes vanaf 12 jaar intellectueel op, terwijl zij dagelijks lichamelijk door de club onder handen worden genomen.
In 2009 volgde opnieuw de wisseling van de wacht. Freddy Verpoorten, eveneens oud-leraar, staat sinds september van dat jaar aan het hoofd van SJB. Zijn zin voor initiatief heeft reeds vruchten afgeworpen: om de denataliteit het hoofd te bieden, werden heuse ‘sportklassen’ opgericht, waarin leerlingen naast hun intellectuele vorming de gelegenheid krijgen om te sporten binnen de lesuren. Dat deze richtingen aanslaan, zowel bij de schoolgaande jeugd als bij de ouders, bewijst de toename van de schoolbevolking in het eerste jaar dat dit engagement is aangegaan.

## Bekende (oud-)leerlingen
- Maurizio Aquino, Belgisch voetballer bij KFC Oosterzonen
- Koen Casteels, Belgisch voetballer bij VfL Wolfsburg
- Thibaut Courtois, Belgisch voetballer bij Real Madrid CF
- Jordy Croux, Belgisch voetballer bij het Japanse Avispa Fukuoka
- Dimitri Daeseleire, Belgisch voetballer bij OHL
- Kevin De Bruyne, Belgisch voetballer bij Manchester City FC
- Benjamin De Ceulaer, voormalig Belgisch voetballer
- Wim Dries, Belgisch politicus en huidig burgemeester van Genk
- Timothy Durwael, voormalig Belgisch voetballer
- Jef Gabriels, Belgisch politicus en voormalig burgemeester van Genk
- Pieter Gerkens, Belgisch voetballer bij Royal Antwerp
- David Hubert, Belgisch voetballer bij SV Zulte Waregem
- Jan Jambon, Belgisch politicus en voormalig Vlaams Minister-President
- Amine Khammas, Belgisch-Marokkaans voetballer bij FC Den Bosch
- Ronnie Leten, voorzitter van het Zweedse telecombedrijf Ericsson
- Anthony Limbombe, Belgisch voetballer bij FC Nantes
- Nico Neyens, Belgisch dirigent
- Dennis Praet, Belgisch voetballer bij Torino FC
- Siebe Schrijvers, Belgisch voetballer bij OHL
- Jo Vandeurzen, Belgisch politicus en voormalig Federaal en Vlaams minister
- Jos Vos, Belgisch schrijver, anglist/neerlandicus en japanoloog
- Jelle Vossen, Belgisch voetballer bij Zulte Waregem
- Divock Origi, Belgisch voetballer bij Liverpool FC
- Dante Vanzeir, Belgisch voetballer bij Union
- Gaetan Coucke, Belgisch voetballer bij KV Mechelen
- Kino Delorge, Belgisch voetballer bij Virton